# Liste der Bodendenkmale in Hitzacker (Elbe)
In der Liste der Bodendenkmale in Hitzacker (Elbe) sind alle Bodendenkmale der niedersächsischen Gemeinde Hitzacker (Elbe) aufgelistet. Die Quelle ist der Denkmalatlas Niedersachsen. Der Stand der Liste ist der 30. Juni 2024.

## Allgemein
In den Spalten finden sich folgende Informationen des Bodendenkmales :
- Lage        : geographische Koordinaten
- Bezeichnung : Bezeichnung lt. Denkmalatlas
- Beschreibung: Beschreibung lt. Denkmalatlas
- ID          : Objekt-ID
- Bild        : Bild, ggf. zusätzlich mit Link zu weiteren Fotos im Medienarchiv Wikimedia Commons.

## Bahrendorf

### Bahrendorf 9
ID:28914885
Laut Verzeichnis des Reg.-Bez. Lüneburg von 1895 lag hier ein Grabhügelfeld; die Hügel waren danach etwa 1 m hoch und 20–30 m im Umfange; wegen Ausbeutung von Steinen und Bepflanzen von Bäumen und Hauen von Heidekraut waren sie stark beschädigt und zerstört. Das Grabhügelfeld mit noch 19 Grabhügeln von 3–8 m Dm. und 0,3–1,0 m Höhe wurde 2004 „wieder entdeckt.“ Den gesamten nördl. Teil des Gräberfeldes durchziehen heute O-W gerichtete Pflanzfurchen.

| Lage                        | Bezeichnung   | Beschreibung                                                                                       | ID       | Bild |
| --------------------------- | ------------- | -------------------------------------------------------------------------------------------------- | -------- | ---- |
| 53° 10′ 23″ N, 10° 57′ 2″ O | Bahrendorf 9  | Annähernd rund. Dm. ca. 8 m, H. ca. 1 m. Gelände nach N weiter fallend.                            | 28914784 | BW   |
| 53° 10′ 23″ N, 10° 57′ 4″ O | Bahrendorf 10 | Annähernd rund. Dm. ca. 7 m, H. ca. 0,8 m Kleine verwachsene, längliche Eingrabung im Zentrum.     | 28914884 | BW   |
| 53° 10′ 23″ N, 10° 57′ 4″ O | Bahrendorf 11 | Annähernd rund. Dm. ca. 7 m, H. bis 0,8 m. Alter verwaschener Suchschnitt vom NO-Rand ins Zentrum. | 28914886 | BW   |
| 53° 10′ 23″ N, 10° 57′ 5″ O | Bahrendorf 12 | Annähernd rund. Dm. ca. 4 m, H. bis 0,3 m. Grabhügelkontur außer am NO-Rand kaum erkennbar.        | 28914887 | BW   |
| 53° 10′ 23″ N, 10° 57′ 5″ O | Bahrendorf 13 | Rund. Dm. 3 m, H. 0,3 m. Kuppenmulde.                                                              | 28914888 | BW   |
| 53° 10′ 24″ N, 10° 57′ 4″ O | Bahrendorf 14 | Annähernd rund. Dm. ca. 6 m, H. bis 0,6 m.                                                         | 28914889 | BW   |
| 53° 10′ 24″ N, 10° 57′ 2″ O | Bahrendorf 15 | Annähernd rund. Dm. ca. 6 m, H. bis 0,6 m.                                                         | 28914890 | BW   |
| 53° 10′ 24″ N, 10° 57′ 2″ O | Bahrendorf 16 | Annähernd rund. Dm. ca. 4 m, H. bis 0,3 m.                                                         | 28914891 | BW   |
| 53° 10′ 25″ N, 10° 57′ 2″ O | Bahrendorf 17 | Annähernd rund. Dm. ca. 6 m, H. 0,5 m.                                                             | 28914892 | BW   |
| 53° 10′ 25″ N, 10° 57′ 1″ O | Bahrendorf 18 | Annähernd rund. Dm. ca. 7 m, H. bis 0,6 m.                                                         | 28914893 | BW   |
| 53° 10′ 25″ N, 10° 57′ 2″ O | Bahrendorf 19 | Rund. Dm. 7,5 m, H. ca. 0,8 m.                                                                     | 28914894 | BW   |
| 53° 10′ 25″ N, 10° 57′ 3″ O | Bahrendorf 20 | Annähernd oval, ca. N.S-orientiert, 14 × 6 m. Einkuhlungen an der Oberfläche.                      | 28914895 | BW   |
| 53° 10′ 25″ N, 10° 57′ 3″ O | Bahrendorf 21 | Annähernd rund. Dm. 4 m, H. ca. 0,4 m.                                                             | 28914896 | BW   |
| 53° 10′ 26″ N, 10° 57′ 4″ O | Bahrendorf 22 | Rund. Dm. 7,5 m, H. ca. 0,8 m.                                                                     | 28914897 | BW   |
| 53° 10′ 26″ N, 10° 57′ 3″ O | Bahrendorf 23 | Annähernd rund. Dm. ca. 7 m, H. bis 0,8 m. Im NW leicht angeschnitten.                             | 28914898 | BW   |
| 53° 10′ 26″ N, 10° 57′ 3″ O | Bahrendorf 24 | Annähernd rund. Dm. ca. 5,5 m, H. bis 0,5 m.                                                       | 28914899 | BW   |
| 53° 10′ 26″ N, 10° 57′ 2″ O | Bahrendorf 25 | Rund. Dm. 4 m, H. ca. 0,3 m.                                                                       | 28902298 | BW   |
| 53° 10′ 26″ N, 10° 57′ 2″ O | Bahrendorf 26 | Rund. Dm. 5 m, H. ca. 0,5 m.                                                                       | 28902299 | BW   |
| 53° 10′ 25″ N, 10° 57′ 2″ O | Bahrendorf 27 | Rund. Dm. 4 m, H. ca. 0,3 m.                                                                       | 28902301 | BW   |

## Grabau
| Lage                       | Bezeichnung        | Beschreibung | ID       | Bild |
| -------------------------- | ------------------ | --- | -------- | ---- |
| 53° 7′ 33″ N, 11° 4′ 58″ O | Grabau 1, Deich    | Länge des Deiches insgesamt ca. 4,25 km. Wurde Mitte des 19. Jh. zum Schutz der „Niesendörfer“ Wussegel, Nienwedel und Grabau errichtet. Teilstück 1 (Gmkg. Wussegel) modern überhöht, Br. jetzt bis 30 m, H. ca. 4,0 m. Teilstück 2 (Gmkg. Nienwedel) überwiegend modern überhöht mit jetzt 35 m Br. und 3,5 m H. Direkt südl. am modernen Deich grenzend ist der alte Deichverlauf noch durch 2 kurze verschliffene Abschnitte von bis zu 0,8 m Höhe nach Süden erkennbar. Teilstück 3 (Gmkg. Grabau) mit bis zu 4 m Br. und 0,8 m H. verschliffen erhalten. Zwischen Teilstück 2 und 3 ist der Deich abgetragen; dabei ist westl. von Grabau eine Geländekante, und südwestl von Grabau noch ein modernisierter Graben erkennbar. Auch in den verschliffenen und modern überprägten Teilen ist mit Spuren des Altdeiches zu rechnen. | 37578102 | BW   |
| 53° 7′ 44″ N, 11° 5′ 1″ O  | Grabau 2, Dorfwurt | Ca. 150 × 150 m Größe, H. im Zentrum 14,5 m, Umgebung bis 12,5 m. Nördlich und östlich der Wurt Senken von ehemaligen Wasserläufen. Wurde vermutlich auf einer natürlichen Anhöhe angelegt, die man künstlich weiter erhöhte. Das umliegende Gelände ist mit ca. + 12–12,5 m NN aber immerhin so hoch, dass dort im 18. Jh. ohne Deichschutz - vom Sommerdeich zwischen Wussegel und Penkefitz abgesehen (vgl. Penkefitz FStNr. 3)- Ackerbau betrieben werden konnte. | 37585382 | BW   |

## Harlingen
| Lage                        | Bezeichnung                | Beschreibung | ID       | Bild |
| --------------------------- | -------------------------- | --- | -------- | ---- |
| 53° 9′ 6″ N, 10° 57′ 29″ O  | Harlingen 1, Großsteingrab | Laut Sprockhoff: „Rest eines Hünenbettes. Erhalten ist ein Erddamm von 6 m Länge in Richtung Nord-Süd, an den sich südlich eine Vertiefung anschließt. An der westlichen Langseite sind fünf Umfassungssteine vorhanden, vier in situ, einer nach innen gefallen. Gegenüber an der östlichen Langseite befinden sich vier Umfassungssteine, davon drei annähernd in situ. Dazwischen Rest einer Kammer mit nördlichem Abschlußstein und zwei Trägern der Westseite in situ. Man gewinnt den Eindruck, als sei von einem längeren Hünenbett gerade die Partie um die Kammer von sonstiger restloser Zerstörung ausgenommen worden“. Heute Erdhügel von 8 m L. und 4 m Br. erhalten; H. ca. 0,6 m, darauf die beschriebenen Träger- bzw. Umfassungssteine. | 28919594 |      |
| 53° 9′ 13″ N, 10° 57′ 27″ O | Harlingen 9, Großsteingrab | Laut Sprockhoff „Reste eines Hünenbettes in nordwest-südöstlicher Erstreckung. Vorhanden ist ein flacher Erddamm von 12 m bis 15 m Länge, das S-Ende des Bettes mit einigen Umfassungssteinen, von denen ein einziger an der östlichen Langseite noch in situ zu stehen scheint. Sechs Steine im Damm scheinen zur Kammer zu gehören. Hier findet sich der südöstliche Abschlußstein in situ“. Heutige Höhe des Erdhügels bis 0,7 m. Im Zentrum der Kammer Tierbau. | 28919831 |      |
| 53° 9′ 19″ N, 10° 57′ 21″ O | Harlingen 10, Grabhügel    | Annähernd rund. Dm. ca. 13 m, H. ca. 0,8 m. Einkuhlungen an der Oberfläche. | 28919834 | BW   |
| 53° 9′ 54″ N, 10° 58′ 24″ O | Harlingen 11, Grabhügel    | Annähernd rund. Dm. ca. 13 m, H. ca. 0,6 m. Einkuhlungen an der Oberfläche. | 28919836 | BW   |
| 53° 9′ 55″ N, 10° 58′ 29″ O | Harlingen 15, Grabhügel    | Annähernd rund. Dm. ca. 16 m, H. bis 1,5 m. Abgeflachte Kuppe mit Eingrabung im Zentrum. | 28902789 | BW   |

## Hitzacker
| Lage                       | Bezeichnung                   | Beschreibung | ID                              | Bild |
| -------------------------- | ----------------------------- | --- | ------------------------------- | ---- |
| 53° 9′ 6″ N, 11° 2′ 23″ O  | Hitzacker 3, Stadtbefestigung | Laut H. Jacob-Friesen hatte der „Landgraben“ ursprünglich wohl eine Länge von etwa 1 km. 1947 begann er am Steilhang am Meeschenberg und reichte um den Osterberg herum bis zur Jugendherberge, die auf der Wehranlage erbaut war. Heute sind noch zwei Teilstücke erhalten. Das nördliche, etwa 470 m lange Teilstück reicht vom NO-Rand des Meeschenberges über den „Breeden Stieg“ hinweg bis an die Straße „Am Jakobsberg“. | 37002779/1/-/ 28918041 37002779 | BW   |
| 53° 9′ 15″ N, 11° 2′ 35″ O | Hitzacker 6, Burg             | Die Burganlage auf der Kuppe des Weinberges hat eine Jahrhunderte alte Geschichte: Mehrjährige Grabungskampagnen unter Leitung von Bernd Wachter ergaben 14 Burgschichten, sieben aus slawischer und sieben aus deutscher Zeit. Möglicherweise bereits im 7. Jahrhundert als Fluchtburg auf der Kuppe eines nach allen Seiten abfallenden Vorsprung des Drawehn-Höhenzuges begründet, bestand die Befestigung um 800 aus Holzkästen aus übereinanderliegenden Brettern/Bohlen, die mit Erde gefüllt waren; Ende des 11. Jh. war ein Kasemattenbau an der Wallinnenfront vorhanden. Im 12. Jh. existierten Stein- und Fachwerkbauten auf dem Plateau, im 13. Jh. bestanden die Türme und die Burgmauer aus Ziegelstein. Aufgrund der imposanten Lage oberhalb des Steilhanges zur Elbe ist die Burg auf dem Weinberg ein hervorragendes Anschauungsobjekt. Grundrisse einzelner Gebäude auf dem Plateau wurden teilweise rekonstruiert, eine Beschilderung ist vorhanden. Das Plateau hat eine Fläche von ca. 90 × 45 m. Der Südhang wurde später terrassiert, um dort Wein anzubauen. | 28923924                        |      |
| 53° 9′ 15″ N, 11° 2′ 30″ O | Hitzacker 11, Kirche          | Auf dem Friedhof am Meeschenberg sind Reste einer alten Kirche vorhanden. In der Literatur (Mithoff) wird eine Marienkapelle auf dem Berge genannt, Wachter nennt sie St. Johannis auf dem Berge. Erhalten sind Grundmauern des westlichen Abschlusses und die Südmauer des Altarraumes mit anschließender Apsis und neu errichtetem Altar. Beide bestehen aus gemauerten Feldsteinen, Wandstärke etwa 1,30 m. Nach S. A. Wolf soll der Kirchhof bei der Kirche zu unbekannter Zeit aufgelassen und erst im 19. Jh. wieder belegt worden sein. Zwischen den Gräbern im Boden sind weitere Reste des Kirchenbaus zu erwarten. Nach Bericht von S. A. Wolf ließ Pastor Grünewald (Amtszeit 1896 bis 1936) das seinerzeit noch 50–75 cm hoch stehende östliche Mauerwerk, genauer das Mauerwerk der Ostapsis bis auf die Sohle ausbrechen und wohl gegen Ende der 1920er Jahre einen massiven Altar mit Zementbibel daraus errichten. | 28901836                        | BW   |
| 53° 9′ 58″ N, 11° 1′ 25″ O | Hitzacker 108, Grabhügel      | Annähernd rund. Dm. ca. 9 m, H. bis 1,3 m. Kleine abgeflachte Kuppe. | 28902186                        | BW   |

### Hitzacker 47
ID:28922421
Grabhügelfeld mit 34 Grabhügeln, 4–9 m Dm. und 0,3–1,0 m Höhe, dicht gedrängt auf kleiner Fläche liegend. Grabhügel FStNr. 47 ist bis 1,5 m hoch. Die Mehrzahl der Grabhügel ist auffällig steil geböscht, besonders FStNr. 47.

| Lage                      | Bezeichnung  | Beschreibung | ID       | Bild |
| ------------------------- | ------------ | --- | -------- | ---- |
| 53° 9′ 58″ N, 11° 1′ 7″ O | Hitzacker 47 | Annähernd rund. Dm. ca. 9 m, H. bis 1,5 m, hoch gewölbt. | 28902422 | BW   |
| 53° 9′ 58″ N, 11° 1′ 6″ O | Hitzacker 48 | Annähernd rund. Dm. ca. 6 m, H. bis 0,5 m. Abgeflachte Kuppe. | 28902303 | BW   |
| 53° 9′ 57″ N, 11° 1′ 7″ O | Hitzacker 49 | Annähernd rund. Dm. ca. 9 m, H. ca. 1 m. Abgeflachte Kuppe. | 28902174 | BW   |
| 53° 9′ 57″ N, 11° 1′ 8″ O | Hitzacker 50 | Annähernd rund. Dm. ca. 8 m, H. ca. 0,8 m. Abgeflachte, nach NO geneigte Kuppe.                                                                                             | 28902175 | BW   |
| 53° 9′ 57″ N, 11° 1′ 7″ O | Hitzacker 51 | Rund. Dm. 6 m, H. bis 0,5 m. | 28902296 | BW   |
| 53° 9′ 57″ N, 11° 1′ 8″ O | Hitzacker 52 | Annähernd rund. Dm. 8 m, H. bis 0,6 m. | 28902304 | BW   |
| 53° 9′ 56″ N, 11° 1′ 7″ O | Hitzacker 53 | Annähernd rund. Dm. 6 m, H. bis 0,5 m. | 28902306 | BW   |
| 53° 9′ 56″ N, 11° 1′ 7″ O | Hitzacker 54 | Annähernd rund. Dm. 8 m, H. bis 0,6 m. | 28902176 | BW   |
| 53° 9′ 56″ N, 11° 1′ 6″ O | Hitzacker 63 | Annähernd rund. Dm. 6,5 m, H. 0,6 m. Abgeflachte Kuppe. | 28902315 | BW   |
| 53° 9′ 56″ N, 11° 1′ 5″ O | Hitzacker 64 | Annähernd rund. Dm. 6,5 m, H. 0,6 m. Abgeflachte Kuppe. | 28902314 | BW   |
| 53° 9′ 57″ N, 11° 1′ 5″ O | Hitzacker 65 | Annähernd rund. Dm. ca. 4 m, H. ca. 0,5 m. | 28902316 | BW   |
| 53° 9′ 57″ N, 11° 1′ 5″ O | Hitzacker 66 | Annähernd rund. Dm. ca. 8 m, H. bis 1 m. | 28902180 | BW   |
| 53° 9′ 57″ N, 11° 1′ 4″ O | Hitzacker 67 | Rund. Dm. 8 m, H. ca. 0,8 m. Gelände nach N weiter fallend. Im Zentrum ca. 0,5 m tiefe Eingrabung.                                                                          | 28902181 | BW   |
| 53° 9′ 57″ N, 11° 1′ 4″ O | Hitzacker 68 | Annähernd rund. Dm. ca. 6 m, H. ca. 0,7 m. Abgeflachte Kuppe. | 28902179 | BW   |
| 53° 9′ 57″ N, 11° 1′ 5″ O | Hitzacker 69 | Annähernd rund. Dm. ca. 6 m, H. ca. 0,7 m. Abgeflachte Kuppe. | 28902317 | BW   |
| 53° 9′ 58″ N, 11° 1′ 4″ O | Hitzacker 70 | Annähernd rund. Dm. ca. 6 m, H. ca. 0,5 m. | 28902318 | BW   |
| 53° 9′ 58″ N, 11° 1′ 5″ O | Hitzacker 71 | Annähernd rund. Dm. ca. 5 m, H. ca. 0,4 m. | 28902184 | BW   |
| 53° 9′ 57″ N, 11° 1′ 5″ O | Hitzacker 72 | Rund. Dm. 4 m, H. ca. 0,3 m. | 28902414 | BW   |
| 53° 9′ 57″ N, 11° 1′ 5″ O | Hitzacker 73 | Annähernd rund. Dm. ca. 8,5 m, H. 0,7 m. Abgeflachte Kuppe. Im SO an Grabhügel FStNr. 74 grenzend. In der Senke zwischen den beiden Hügeln einige bis kopfgroße Steine.     | 28902185 | BW   |
| 53° 9′ 57″ N, 11° 1′ 6″ O | Hitzacker 74 | Annähernd oval. Dm. ca. 8 × 6 m, H. bis 0,7 m. Flache Eindellung in Kuppe. Im NW an Grabhügel FStNr. 73 grenzend. In der Senke zwischen den Hügeln einige kopfgroße Steine. | 28902415 | BW   |
| 53° 9′ 57″ N, 11° 1′ 6″ O | Hitzacker 75 | Annähernd rund. Dm. ca. 5 m, H. bis 0,4 m. Am NW-Rand Geländevertiefung mit einigen ca. kopfgroßen Steinen.                                                                 | 28902416 | BW   |
| 53° 9′ 57″ N, 11° 1′ 6″ O | Hitzacker 76 | Annähernd rund. Dm. ca. 4 m, H. ca. 0,4 m. | 28902418 | BW   |
| 53° 9′ 57″ N, 11° 1′ 6″ O | Hitzacker 77 | Rund. Dm. 8 m, H. ca. 0,5 m. | 28902419 | BW   |
| 53° 9′ 58″ N, 11° 1′ 5″ O | Hitzacker 78 | Rund. Dm. 5,5 m, H. ca. 0,6 m. | 28902183 | BW   |
| 53° 9′ 58″ N, 11° 1′ 5″ O | Hitzacker 79 | Annähernd rund. Dm. ca. 7 m, H. bis 0,7 m. Abgeflachte Kuppe. | 28902182 | BW   |
| 53° 9′ 58″ N, 11° 1′ 6″ O | Hitzacker 80 | Annähernd oval, Dm. ca. 5 × 3 m, H. ca. 0,4 m. | 28902428 | BW   |

### Hitzacker 81
ID:28922420
15 Grabhügel von 10–19 m Dm. und 0,5–1,7 m H.

| Lage                        | Bezeichnung  | Beschreibung | ID       | Bild |
| --------------------------- | ------------ | --- | -------- | ---- |
| 53° 10′ 14″ N, 11° 0′ 31″ O | Hitzacker 81 | Kreisrund, Dm. 16 m, H. 1,2 m; im Südwesten Teil des Randes durch einen Weg abgeschnitten. Mit einer Sonde wurde ein Steinkranz von 10–12 m Dm. ermittelt. | 28922408 | BW   |
| 53° 10′ 13″ N, 11° 0′ 35″ O | Hitzacker 82 | Kreisrund, Dm. 16 m, H. 1,5 m; auf eine Geländekuppe aufgesetzt. Grenzt im Norden an einen Wall.                                                           | 28922411 | BW   |
| 53° 10′ 13″ N, 11° 0′ 37″ O | Hitzacker 83 | Rund, Dm. 12 m, H. 1 m. Liegt unmittelbar mit Grabhügel FStNr. 84 zusammen.                                                                                | 28922412 | BW   |
| 53° 10′ 13″ N, 11° 0′ 37″ O | Hitzacker 84 | Ehemals rund, Dm. ca. 16 m, H. 1,6 m; Nord- und Ostfuß angeschnitten. Liegt direkt mit Grabhügel FStNr. 83 zusammen.                                       | 28922414 | BW   |
| 53° 10′ 11″ N, 11° 0′ 36″ O | Hitzacker 85 | Ehemals kreisrund, Dm. 18 m, H. 1,7 m; im Osten angeschnitten und zum Teil zerstört.                                                                       | 28922415 | BW   |
| 53° 10′ 11″ N, 11° 0′ 32″ O | Hitzacker 86 | Kreisrund, Dm. 19 m, H. 1,3 m; kleiner Kopfstich und Einkuhlungen an der Oberfläche.                                                                       | 28922416 | BW   |
| 53° 10′ 12″ N, 11° 0′ 31″ O | Hitzacker 87 | Kreisrund, Dm. 18 m, H. 1 m; mit Kopfstich. | 28922417 | BW   |
| 53° 10′ 12″ N, 11° 0′ 40″ O | Hitzacker 90 | Annähernd rund, Dm. ca. 12 m, H. ca. 0,6 m. Gelände weiter fallend.                                                                                        | 28902929 | BW   |
| 53° 10′ 9″ N, 11° 0′ 37″ O  | Hitzacker 91 | Annähernd rund, Dm. ca. 13 m, H. bis 1,2 m. Gelände nach Süden weiter fallend.                                                                             | 28902932 | BW   |
| 53° 10′ 9″ N, 11° 0′ 42″ O  | Hitzacker 92 | Annähernd rund, Dm. ca. 15 m, H. bis 1,2 m. Nach Südosten flach auslaufend, sonst Rand abgesetzt.                                                          | 28902933 | BW   |
| 53° 10′ 8″ N, 11° 0′ 42″ O  | Hitzacker 93 | Annähernd rund, Dm. ca. 10 m, H. ca. 0,5 m; Kuppe abgeflacht.                                                                                              | 28902934 | BW   |
| 53° 10′ 6″ N, 11° 0′ 32″ O  | Hitzacker 94 | Annähernd rund, Dm. ca. 13 m, H. ca. 0,7 m; abgeflachte Kuppe mit Einkuhlungen an der Oberfläche.                                                          | 28902935 | BW   |
| 53° 10′ 6″ N, 11° 0′ 29″ O  | Hitzacker 95 | Annähernd rund, Dm. ca. 18 m, H. ca. 0,7 m; abgeflachte Kuppe. Einige bis kopfgroße Steine an der Oberfläche. Durch Pflanzfurchen beschädigt.              | 28902936 | BW   |
| 53° 10′ 5″ N, 11° 0′ 37″ O  | Hitzacker 96 | Annähernd rund, Dm. ca. 13 m, H. bis 0,7 m. Eingrabungen an der Oberfläche.                                                                                | 28902937 | BW   |
| 53° 10′ 6″ N, 11° 0′ 42″ O  | Hitzacker 97 | Annähernd rund, Dm. ca. 15 m, H. ca. 1 m. Abgeflachte Kuppe mit Eingrabungen.                                                                              | 28903032 | BW   |

### Hitzacker 101
ID:28902437
Gruppe von 6 Grabhügeln mit 6–12 m Dm. und 0,5–1,8 m Höhe.

| Lage                       | Bezeichnung   | Beschreibung                                                                                     | ID       | Bild |
| -------------------------- | ------------- | ------------------------------------------------------------------------------------------------ | -------- | ---- |
| 53° 10′ 19″ N, 11° 1′ 3″ O | Hitzacker 101 | Annähernd rund. Dm. ca. 12 m, H. ca. 1,8 m. Vom Zentrum bis an den O-Rand alter Grabungsschnitt. | 28902173 | BW   |
| 53° 10′ 19″ N, 11° 1′ 3″ O | Hitzacker 102 | Rund. Dm. 10 m, H. bis 1 m. Im Zentrum alte, flache Einschürfungen.                              | 28902432 | BW   |
| 53° 10′ 18″ N, 11° 1′ 4″ O | Hitzacker 103 | Annähernd rund. Dm. ca. 8 m, H. ca. 1 m. Im SW leicht von Waldweg angeschnitten.                 | 28902188 | BW   |
| 53° 10′ 18″ N, 11° 1′ 4″ O | Hitzacker 104 | Rund. Dm. 10 m, H. bis 1 m.                                                                      | 28902187 | BW   |
| 53° 10′ 18″ N, 11° 1′ 6″ O | Hitzacker 105 | Annähernd rund. Dm. ca. 8 m, H. ca. 1 m. Am S-Rand durch Waldweg etwas angeschnitten.            | 28902435 | BW   |
| 53° 10′ 20″ N, 11° 1′ 3″ O | Hitzacker 106 |                                                                                                  | 28902436 | BW   |

## Kähmen
| Lage                       | Bezeichnung          | Beschreibung                  | ID       | Bild |
| -------------------------- | -------------------- | ----------------------------- | -------- | ---- |
| 53° 6′ 49″ N, 11° 2′ 29″ O | Kähmen 10, Grabhügel | Rund. Dm. 15 m, H. ca. 0,5 m. | 28915306 | BW   |

### Kähmen 11
ID:28915305
Ca. 850 m südwestlich des Ortskernes von Kähmen, beiderseits der Gemeindegrenze zwischen Kähmen und Streetz und zu Riskau. 16 Grabhügel der Gruppe, die teilweise auf der Gemarkungsgrenze liegen, sind erhalten. Dm. 6–14 m und H. 0,2–1,2 m. Grabhügel FStNr. 15 in der Gmkg. Streetz ist 24 × 15 m groß und bis 1,8 m hoch.

| Lage                       | Bezeichnung          | Beschreibung                                                                                | ID       | Bild |
| -------------------------- | -------------------- | ------------------------------------------------------------------------------------------- | -------- | ---- |
| 53° 6′ 48″ N, 11° 2′ 47″ O | Kähmen 11, Grabhügel | Annähernd rund. Dm. 11 m, H. bis 0,5 m.                                                     | 28915303 | BW   |
| 53° 6′ 48″ N, 11° 2′ 46″ O | Kähmen 12, Grabhügel | Rund. Dm. 10 m, H. bis 0,5 m.                                                               | 28915304 | BW   |
| 53° 6′ 47″ N, 11° 2′ 43″ O | Kähmen 13, Grabhügel | Annähernd rund. Dm. ca 15 m, H. bis 1,5 m.                                                  | 28915307 | BW   |
| 53° 6′ 46″ N, 11° 2′ 43″ O | Kähmen 14, Grabhügel | Annähernd rund. Dm. ca. 10 m, H. ca. 1 ,0 m. Im Zentrum alter Grabungsschnitt, ca. 3 × 1 m. | 28915406 | BW   |
| 53° 6′ 47″ N, 11° 2′ 44″ O | Kähmen 15, Grabhügel | Annähernd rund. Dm. ca, 6 m, H. bis 0,3 m. Im Zentrum zerwühlt, Pflanzfurchen.              | 28902678 | BW   |
| 53° 6′ 47″ N, 11° 2′ 45″ O | Kähmen 16, Grabhügel | Rund. Dm. 8 m, H. bis 0,4 m. Pflanzfurchen.                                                 | 28902681 | BW   |
| 53° 6′ 48″ N, 11° 2′ 46″ O | Kähmen 17, Grabhügel | Annähernd rund. Dm. ca. 6 m, H. ca. 0,2 m. Pflanzfurchen.                                   | 28902685 | BW   |
| 53° 6′ 48″ N, 11° 2′ 47″ O | Kähmen 18, Grabhügel | Annähernd rund. Dm. ca. 8 m, H. bis 0,3 m. Kuppenmulde und Pflanzfurchen.                   | 28902687 | BW   |

## Leitstade
| Lage                         | Bezeichnung                | Beschreibung | ID       | Bild |
| ---------------------------- | -------------------------- | --- | -------- | ---- |
| 53° 10′ 23″ N, 10° 56′ 33″ O | Leitstade 1, Großsteingrab | Hünenbett in Richtung Nordwest-Südost. Länge 50 m, Breite 9 m, H. bis ca. 1,5 m. Die zumeist in situ stehenden Umfassungssteine sind überwiegend vorhanden. Eine Störung hat die nordwestliche Schmalseite erlitten, außerdem weist das Bett noch vier Eingriffe in Gestalt größerer Löcher auf, wo Umfassungssteine entweder entfernt oder umgestürzt worden sind. Die Kammer befindet sich nahe dem Nordwestende. Die Kammer liegt so im Damm verborgen, dass ihre Träger möglicherweise noch sämtlich vorhanden sind. Sichtbar jetzt nur noch 2 Decksteine, weitgehend im Boden verborgen sind 2 - 3 Träger der südwestl. Längsseite. | 28919580 | BW   |
| 53° 9′ 34″ N, 10° 57′ 13″ O  | Leitstade 2, Großsteingrab | Trapezförmiges Hünenbett in ungefährer Nord-Süd-Richtung von rund 45 m Länge und 7 m Breite im Süden und 5 m Breite im Norden. Die beiden Langseiten sind auf große Strecken hin intakt, die westliche besitzt 20 in situ stehende und acht umgefallene Steine. Es fehlt keiner. Die östliche besitzt 15 in situ stehende und ein Dutzend wohl nicht mehr in alter Stellung befindliche. Hier fehlt sicherlich ein halbes Dutzend. Die Steine der nördlichen Schmalseite, besonders die großen Ecksteine, sind gestürzt. Die südliche Schmalseite ist gestört, die Steine sind umgestürzt. Ein hier 1924 noch vorhanden gewesener Stein hat in Wietzetze für das Kriegermal Verwendung gefunden. Das unmittelbar am Fuße der hohen Böschung des Eisenbahndammes gelegene Grab ist sicher nicht durch den Bahnbau beschädigt worden. Die Kammer steht in der südlichen Hälfte der Umfassung in dem durchschnittlich 1,3 m hohen Erddamm. Sie ist im Nordteil mit Abschlußstein und zwei Trägerpaaren sowie einem weiteren Träger in situ erhalten. Der südliche Teil, der ebenfalls drei Joche besessen haben dürfte, ist bis auf einen verschobenen Tragstein der Westseite wohl noch in der Erde verborgen. Mit Sicherheit sind drei Decksteine auszumachen. Ob der am Südende der Kammer in der Erde steckende Stein ein Deckstein war, ist ohne Untersuchung nicht zu klären. Die Kammer kann im Lichten eine Länge von 7 Metern haben. Die Breite beträgt 1,6 m. Staatseigentum. | 28919591 | BW   |
| 53° 9′ 36″ N, 10° 57′ 12″ O  | Leitstade 3, Großsteingrab | Nach Sprockhoff: „Erhalten sind 7 Kammersteine und einzelne Umfassungssteine. Offenbar ein kleines Hünenbett mit Kammer (Dolmen ?). Stark gestört. Erdbett kleiner als Hügel erhalten.“ Heute Erdhügel mit Eintiefung, annähernd oval, NW-SO-orientiert, ca. 11 × 7 m, H. bis 1 m. | 28919592 | BW   |

## Nienwedel
| Lage                       | Bezeichnung           | Beschreibung                                                                                         | ID       | Bild |
| -------------------------- | --------------------- | --- | -------- | ---- |
| 53° 8′ 17″ N, 11° 3′ 54″ O | Nienwedel 1, Deich    | | 37777781 | BW   |
| 53° 8′ 6″ N, 11° 4′ 0″ O   | Nienwedel 2, Dorfwurt | Annähernd ovale Form, Dm. ca. 220 × 170 m, H. bis + 15,5 m NN, H. über umgebendem Gelände bis 2,0 m. | 37853180 | BW   |

## Tießau
| Lage                         | Bezeichnung          | Beschreibung | ID       | Bild |
| ---------------------------- | -------------------- | --- | -------- | ---- |
| 53° 10′ 36″ N, 10° 57′ 50″ O | Tiessau 6, Grabhügel | Dm. 8 m, H. 0,6 m. kleine abgeflachte Kuppe.                                                                                           | 28919457 | BW   |
| 53° 11′ 13″ N, 10° 57′ 49″ O | Tiessau 8, Grabhügel | Annähernd rund. Dm. ca. 14 m, H. ca. 1 m. Zergraben sowie Einkuhlungen an der Oberfläche.                                              | 28922167 | BW   |
| 53° 11′ 9″ N, 10° 57′ 49″ O  | Tiessau 9, Grabhügel | Annähernd oval, O-W-orientiert, ca. 14 × 9 m; H. ca. 0,8 m, gut abgesetzt. Alt verpflügt, mit größeren Einkuhlungen an der Oberfläche. | 28922168 | BW   |

### Tießau 1
ID:28919452
Grabhügelfeld, das schon 1893 und 1895 erwähnt wird. Erhalten sind heute 42 Grabhügel mit Durchmessern zwischen 3 und 10 m und Höhen zwischen 0,2 und 1 m. Nach alten Berichten sollen einige der Hügel aufgegraben und Urnen darin gefunden worden sein.

| Lage                         | Bezeichnung | Beschreibung                                                                                       | ID       | Bild |
| ---------------------------- | ----------- | -------------------------------------------------------------------------------------------------- | -------- | ---- |
| 53° 10′ 39″ N, 10° 57′ 39″ O | Tiessau 1   | Annähernd rund. Dm. ca. 8 m, H. 0,6 m. Grubenartige Eintiefung und Einkuhlungen an der Oberfläche. | 28922051 | BW   |
| 53° 10′ 39″ N, 10° 57′ 39″ O | Tiessau 10  | Annähernd rund. Dm. ca. 6 m, H. ca. 0,4 m.                                                         | 28922052 | BW   |
| 53° 10′ 38″ N, 10° 57′ 39″ O | Tiessau 11  | Rund. Dm. 4 m, H. bis 0,6 m.                                                                       | 28922053 | BW   |
| 53° 10′ 38″ N, 10° 57′ 39″ O | Tiessau 12  | Annähernd rund. Dm. ca. 5,5 m, H. bis 0,4 m. Kuppenmulde.                                          | 28922054 | BW   |
| 53° 10′ 38″ N, 10° 57′ 39″ O | Tiessau 13  | Annähernd rund, Dm. ca. 7 m, H. 0,6 m.                                                             | 28922150 | BW   |
| 53° 10′ 39″ N, 10° 57′ 40″ O | Tiessau 14  | Annähernd rund. Dm. ca. 7 m, H. ca. 0,5 m.                                                         | 28922151 | BW   |
| 53° 10′ 38″ N, 10° 57′ 40″ O | Tiessau 15  | Annähernd rund. Dm. ca. 11 m, H. bis 1 m.                                                          | 28922152 | BW   |
| 53° 10′ 38″ N, 10° 57′ 40″ O | Tiessau 16  | Annähernd rund. Dm. ca. 6,5 m, H. ca. 0,5 m. Kuppenmulde.                                          | 28922153 | BW   |
| 53° 10′ 37″ N, 10° 57′ 39″ O | Tiessau 17  | Rund. Dm. 6 m, H. ca. 0,6 m.                                                                       | 28922154 | BW   |
| 53° 10′ 38″ N, 10° 57′ 39″ O | Tiessau 18  | Annähernd rund. Dm. ca. 5 m, H. ca. 0,2 m.                                                         | 28922155 | BW   |
| 53° 10′ 38″ N, 10° 57′ 39″ O | Tiessau 19  | Annähernd rund. Dm. ca. 5 m, H. ca. 0,2 m.                                                         | 28922156 | BW   |
| 53° 10′ 38″ N, 10° 57′ 38″ O | Tiessau 20  | Annähernd rund. Dm. ca. 4 m, H. bis 0,4 m.                                                         | 28922157 | BW   |
| 53° 10′ 38″ N, 10° 57′ 38″ O | Tiessau 21  | Annähernd rund. Dm. ca. 4 cm, H. ca. 0,2 cm. Einkuhlung im Zentrum.                                | 28922158 | BW   |
| 53° 10′ 38″ N, 10° 57′ 38″ O | Tiessau 22  | Annähernd rund. Dm. ca. 5 m, H. bis 0,4 m.                                                         | 28922159 | BW   |
| 53° 10′ 38″ N, 10° 57′ 40″ O | Tiessau 23  | Annähernd rund. Dm. ca. 6 m, H. ca. 0,6 m.                                                         | 28922160 | BW   |
| 53° 10′ 37″ N, 10° 57′ 40″ O | Tiessau 24  | Annähernd rund. Dm. ca. 7 m, H. bis 0,4 m.                                                         | 28922161 | BW   |
| 53° 10′ 38″ N, 10° 57′ 41″ O | Tiessau 25  | Annähernd rund. Dm. ca. 10 m, H. ca. 1 m.                                                          | 28922162 | BW   |
| 53° 10′ 38″ N, 10° 57′ 41″ O | Tiessau 26  | Annähernd rund. Dm. ca. 8,5 m, H. ca. 0,7 m.                                                       | 28922163 | BW   |
| 53° 10′ 38″ N, 10° 57′ 42″ O | Tiessau 27  | Annähernd rund. Dm. ca. 7 m, H. ca. 0,7 m.                                                         | 28922164 | BW   |
| 53° 10′ 37″ N, 10° 57′ 41″ O | Tiessau 28  | Annähernd rund. Dm. ca. 7,5 m, H. ca. 0,7 m                                                        | 28922165 | BW   |
| 53° 10′ 37″ N, 10° 57′ 41″ O | Tiessau 29  | Annähernd rund. Dm. ca. 7 m, H. ca. 0,6 m.                                                         | 28922166 | BW   |
| 53° 10′ 37″ N, 10° 57′ 42″ O | Tiessau 30  | Annähernd rund. Dm. ca. 4,5 m, H. ca. 0,2 m. Einkuhlungen an der Oberfläche.                       | 28902434 | BW   |
| 53° 10′ 37″ N, 10° 57′ 37″ O | Tiessau 31  | Annähernd rund. Dm. ca. 6 m, H. 0,5 m.                                                             | 28902441 | BW   |
| 53° 10′ 38″ N, 10° 57′ 38″ O | Tiessau 32  | Annähernd rund. Dm. ca. 3 m, H. 0,2 m.                                                             | 28902537 | BW   |
| 53° 10′ 37″ N, 10° 57′ 38″ O | Tiessau 33  | Annähernd rund. Dm. ca. 6 m, H. 0,5 m.                                                             | 28902538 | BW   |
| 53° 10′ 37″ N, 10° 57′ 38″ O | Tiessau 34  | Annähernd rund. Dm. ca. 8 m, H. bis 0,6 m.                                                         | 28902539 | BW   |
| 53° 10′ 37″ N, 10° 57′ 38″ O | Tiessau 35  | Annähernd rund. Dm. ca. 9 m, H. bis1,0 m. Kuppenmulde.                                             | 28902540 | BW   |
| 53° 10′ 37″ N, 10° 57′ 39″ O | Tiessau 36  | Annähernd rund. Dm. ca. 6 m, H. bis 0,8 m. Unregelmäßige Oberfläche.                               | 28902541 | BW   |
| 53° 10′ 37″ N, 10° 57′ 38″ O | Tiessau 37  | Annähernd rund. Dm. ca. 6 m, H. bis 0,6 m. Ca. 1,5 × 1,5 m große Eingrabung im Zentrum.            | 28902542 | BW   |
| 53° 10′ 37″ N, 10° 57′ 39″ O | Tiessau 38  | Annähernd rund. Dm. ca. 3 m, H. 0,2 m.                                                             | 28902543 | BW   |
| 53° 10′ 37″ N, 10° 57′ 39″ O | Tiessau 39  | Annähernd rund. Dm. ca. 4 m, H. bis 0,3 m.                                                         | 28902544 | BW   |
| 53° 10′ 37″ N, 10° 57′ 39″ O | Tiessau 40  | Annähernd rund. Dm. ca. 9 m, H. ca. 1 m. Kuppenmulde.                                              | 28902545 | BW   |
| 53° 10′ 36″ N, 10° 57′ 39″ O | Tiessau 41  | Annähernd rund. Dm. ca. 10 m, H. bis 0,8 m. Gelände nach S weiter fallend.                         | 28902547 | BW   |
| 53° 10′ 36″ N, 10° 57′ 40″ O | Tiessau 42  | Annähernd rund. Dm. ca. 6 m, H. bis 0,5 m.                                                         | 28902548 | BW   |
| 53° 10′ 36″ N, 10° 57′ 40″ O | Tiessau 43  | Annähernd rund. Dm. ca. 10 m, H. bis 1 m.                                                          | 28902549 | BW   |
| 53° 10′ 35″ N, 10° 57′ 40″ O | Tiessau 44  | Annähernd rund. Dm. ca. 6 m, H. bis 0,4 m.                                                         | 28902550 | BW   |
| 53° 10′ 36″ N, 10° 57′ 41″ O | Tiessau 45  | Annähernd rund. Dm. ca. 7 m, H. ca. 0,5 m. Einkuhlungen an der Oberfläche.                         | 28902551 | BW   |
| 53° 10′ 36″ N, 10° 57′ 41″ O | Tiessau 46  | Annähernd rund. Dm. ca. 7 m, H. ca. 0,4 m. Gelände nach S weiter fallend und an Acker angrenzend.  | 28902552 | BW   |
| 53° 10′ 37″ N, 10° 57′ 41″ O | Tiessau 47  | Ehemals annähernd rund. Dm. ca. 7 m, H. ca. 0,7 m. O-Hälfte abgetragen. Tierbau.                   | 28902554 | BW   |
| 53° 10′ 37″ N, 10° 57′ 41″ O | Tiessau 48  | Annähernd rund. Dm. ca. 4,5 m, H. bis 0,3 m.                                                       | 28902556 | BW   |
| 53° 10′ 37″ N, 10° 57′ 40″ O | Tiessau 49  | Annähernd rund. Dm. ca. 7 m, H. ca. 0,6 m.                                                         | 28902557 | BW   |
| 53° 10′ 37″ N, 10° 57′ 41″ O | Tiessau 50  | Annähernd rund. Dm. ca. 9 m, H. ca. 1 m.                                                           | 28902559 | BW   |

## Wussegel
| Lage                       | Bezeichnung          | Beschreibung                                                                                         | ID       | Bild |
| -------------------------- | -------------------- | --- | -------- | ---- |
| 53° 8′ 19″ N, 11° 4′ 26″ O | Wussegel 1, Deich    | | 37778349 | BW   |
| 53° 8′ 17″ N, 11° 4′ 42″ O | Wussegel 2, Dorfwurt | Annähernd ovale Form, Dm. ca. 220 × 170 m, H. bis + 15,5 m NN, H. über umgebendem Gelände bis 2,0 m. | 37584280 | BW   |
| 53° 8′ 15″ N, 11° 4′ 54″ O | Wussegel 3, Deich    | | 37777710 | BW   |